# 劳伦斯·蒂施
劳伦斯·艾伦·蒂施（英語：Laurence Alan Tisch，1923年3月5日—2003年11月15日），是美国的商人，华尔街投资者和亿万富翁，CBS 的首席执行官。